# Milan Majtán
Milan Majtán (ur. 3 maja 1934 we Vrútkach, okr. Martin; zm. 30 czerwca 2018 w Bratysławie) – słowacki językoznawca. Zajmował się onomastyką słowacką i słowiańską, historią języka słowackiego oraz dialektologią.
W latach 1953–1957 studiował język słowacki w Wyższej Szkole Pedagogicznej w Bratysławie. W okresie od 1961 do 1966 był zatrudniony w Instytucie Języka Słowackiego Słowackiej Akademii Nauk, a w 1967 r. zaczął pracować w Instytucie Językoznawstwa im. Ľudovíta Štúra. W 1965 r. uzyskał stopień kandydata nauk (CSc.), a w 1966 r. został doktorem filozofii (PhDr.). W 1995 r. uzyskał stopień doktora nauk (DrSc.)

## Wybrana twórczość
- Názvy obcí na Slovensku za ostatných dvesto rokov (1972)
- Krupinské prísne právo (1979, współautorstwo)
- Zeměpisná jména Československa (1982, współautorstwo)
- Hydronimia dorzecza Orawy (1985, współautorstwo)
- Meno pre naše dieťa (1983, współautorstwo)
- Z lexiky slovenskej toponymie (1996)
- Historický slovník slovenského jazyka (2000, współautorstwo)
- Naše priezviská (2018)